# Championnat de France de rugby à XV 1933-1934
Navigation
1932-1933 1934-1935

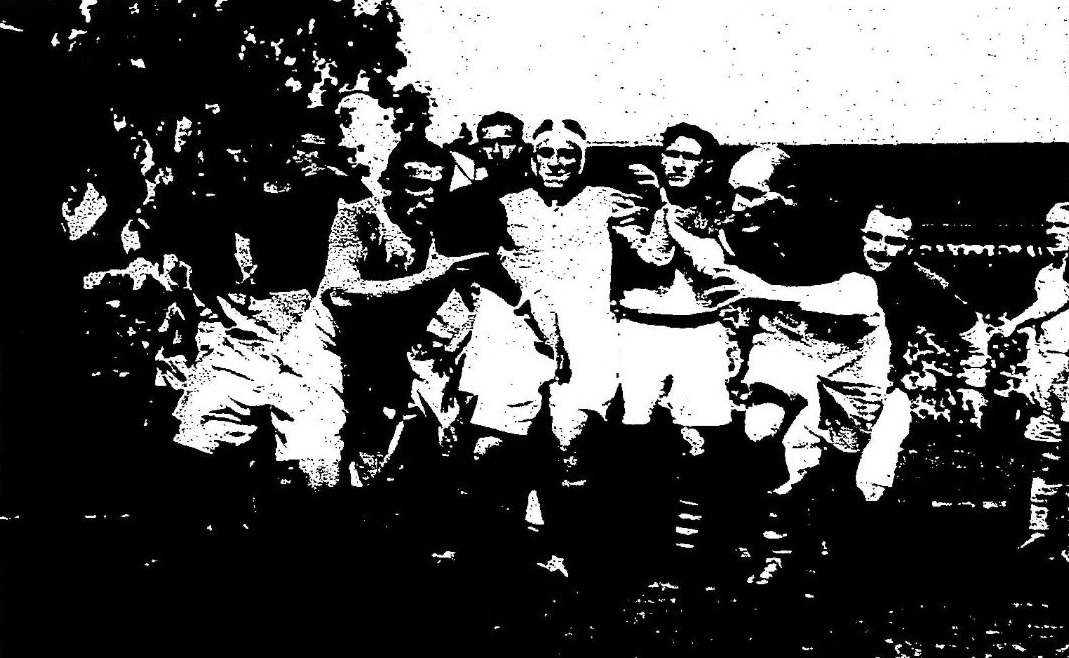
Les avants Bayonnais assurent l'avantage en touche.

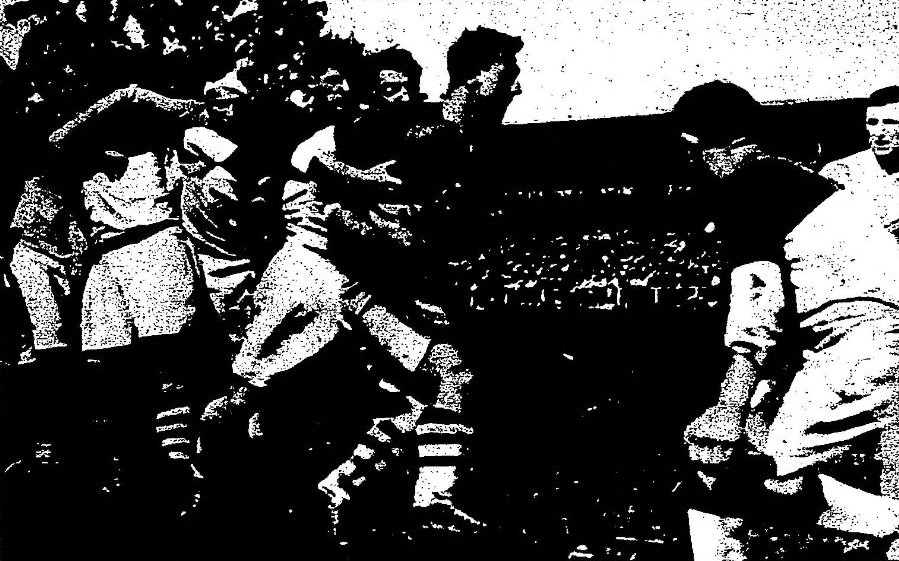
Les Biarrots obtiennent la remise en touche.

Le championnat de France de rugby à XV de première division 1933-1934 est remporté par l'Aviron bayonnais qui bat le Biarritz olympique en finale.
Le championnat est disputé par 54 clubs regroupés en six poules de neuf, puis en poules de trois clubs.

## Contexte
Le Tournoi britannique de rugby à XV 1934 est remporté par l'Angleterre, la France est exclue.

## Poules de neuf
Les 54 clubs sont répartis en 6 poules de neuf. Les équipes se rencontrent une seule fois. Les matchs ont lieu du 26 novembre 1933 au 11 mars 1934.
Les deux premiers de chaque poule sont qualifiés pour les poules de trois. Les équipes sont listées dans leur ordre de classement à l'issue de la dernière journée.
| - Lyon OU - AS Montferrand - FC Grenoble - AS Bort - Stade piscenois - SS Primevères - FC Saint-Claude - Stade aurillacois - CASG       | - RC Narbonne - Stade toulousain - SU Agen - US Thuir - FC Oloron - FC Lézignan - Stadoceste tarbais - SA Bordeaux - US Montauban               | - CA Bégles - Section paloise - TOEC - FC Auch - SC Albi - CA Périgueux - AS Tarbes - AS Bayonne - US Tyrosse                  |
| - Stade français - Biarritz olympique - UA Libourne - CA Brive - CA Villeneuve - AS Soustons - UA Gujan-Mestras - Stade hendayais - PUC | - Aviron bayonnais - USA Perpignan - Boucau stade - Stade bordelais UC - Racing CF - Stade nantais UC - SC Angoulême - FC Lourdes - SAU Limoges | - CS Vienne - RC Toulon - AS Béziers - US Quillan - AS Carcassonne - Valence sportif - Châteaurenard - NAC Roanne - CS Oyonnax |

## Poules de trois
12 clubs répartis en 4 poules de trois, le premier de chaque poule étant qualifié pour les demi-finales.
- Poule A

| Date          | Lieu             | Équipe 1  | Équipe 2  | Résultat |
| ------------- | ---------------- | --------- | --------- | -------- |
| 18 mars 1934  | Clermont-Ferrand | CA Bègles | Lyon OU   | 6-6      |
| 8 avril 1934  | Paris            | RC Toulon | Lyon OU   | 8-4      |
| 15 avril 1934 | Béziers          | RC Toulon | CA Bègles | 6-3      |

Classement : 1er: RC Toulon, 2e: CA Bègles, 3e: Lyon OU
- Poule B

| Date          | Lieu     | Équipe 1        | Équipe 2        | Résultat |
| ------------- | -------- | --------------- | --------------- | -------- |
| 18 mars 1934  | Toulon   | RC Narbonne     | USA Perpignan   | 10-3     |
| 8 avril 1934  | Toulouse | USA Perpignan   | Section paloise | 11-6     |
| 15 avril 1934 | Toulouse | Section paloise | RC Narbonne     | 8-5      |

Classement : 1er: RC Narbonne, 2e: USA Perpignan, 3e: Section paloise
- Poule C

| Date          | Lieu     | Équipe 1         | Équipe 2         | Résultat |
| ------------- | -------- | ---------------- | ---------------- | -------- |
| 18 mars 1934  | Toulouse | Aviron bayonnais | Stade français   | 0-0      |
| 8 avril 1934  | Bordeaux | Aviron bayonnais | Stade toulousain | 6-3      |
| 15 avril 1934 | Lyon     | Stade toulousain | Stade français   | 14-3     |

Classement : 1er: Aviron bayonnais, 2e: Stade toulousain, 3e: Stade français
- Poule D

| Date          | Lieu     | Équipe 1           | Équipe 2       | Résultat |
| ------------- | -------- | ------------------ | -------------- | -------- |
| 18 mars 1934  | Béziers  | Biarritz olympique | CS Vienne      | 3-0      |
| 8 avril 1934  | Grenoble | AS Montferrand     | CS Vienne      | 11-3     |
| 15 avril 1934 | Bordeaux | Biarritz olympique | AS Montferrand | 11-8     |

Classement : 1er: Biarritz olympique, 2e: AS Montferrand, 3e: CS Vienne

## Demi-finales
| Date                          | Lieu     | Équipe 1           | Équipe 2    | Résultat      |
| ----------------------------- | -------- | ------------------ | ----------- | ------------- |
| 29 avril 1934                 | Bordeaux | Biarritz olympique | RC Narbonne | 3-0           |
| 29 avril 1934 puis 6 mai 1934 | Toulouse | Aviron bayonnais   | RC Toulon   | 0-0 puis 12-6 |

## Finale

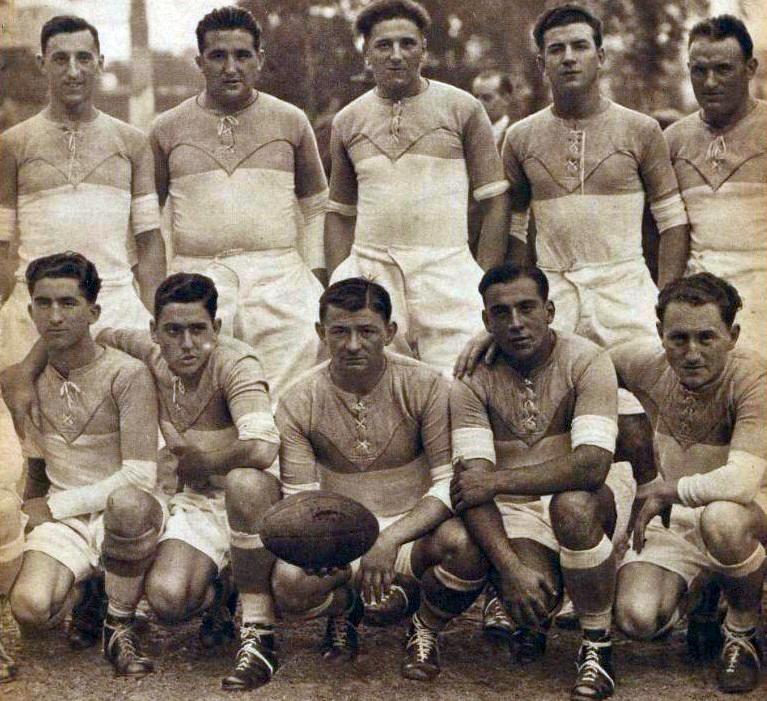
L'Aviron bayonnais champion de France en 1934.

| Équipes            | Aviron bayonnais - Biarritz olympique |
| Score              | 13 - 8 (0 - 5), |
| Date               | 13 mai 1934 |
| Stade              | Stade des Ponts Jumeaux, Toulouse |
| Arbitre            | Abel Martin |
| Les équipes        | |
| Aviron bayonnais   | Georges Haitce, Édouard Ainciart, Jean-Louis Dauga, André Chirles, Geronimo Lecha, Paul Brouzeng-Lacoustille , Jean Garrin, René Arotça, Robert Cunibert, Edmond Élissalde, Armand Vigneau, Fernand Théodoly-Lannes, David Zabaleta, Maurice Celhay, Georges Lhespitaou |
| Blessé             | Roger Barrère |
| Biarritz olympique | Pierre Moulian, Francis Daguerre, Alfred Guiné, Jean-Baptiste Lefort, Étienne Ithurra, Louis Lascaray, Paul Lafourcade, Albert Portet, René Laborde, Jean Rumeau, Louis Cluchague, Robert Guilhou, Henri Haget , André Cussac, Rémy Sallenave                           |
| Points marqués     | |
| Aviron bayonnais   | 2 essais de Zabaletta et Dauga 1 pénalité de Elissalde 1 drop de Celhay |
| Biarritz olympique | 2 essais de Guillou et Cussac 1 transformation de Haget |